# Kanadska divizija (NHL)
Kanadska divizija lige NHL je bila ustanovljena po širitvi lige leta 1926. Divizija je obstajala 12 sezon, ukinili so jo leta 1938.

## Zgodovina divizije

#### Spremembe od sezone 1924/25
- NHL se je razdelila v dve diviziji, Ameriško in Kanadsko.
- Toronto je spremenil svoj vzdevek iz St. Patricks v Maple Leafs.

### 1926–1931
- Montreal Canadiens
- Montreal Maroons
- New York Americans
- Ottawa Hockey Club
- Toronto Maple Leafs

#### Spremembe od sezone 1930/31
- Ottawa je zapustila ligo.

### 1931–1932
- Montreal Canadiens
- Montreal Maroons
- New York Americans
- Toronto Maple Leafs

#### Spremembe od sezone 1931/32
- Ottawa se je vrnila v ligo.

### 1932–1934
- Montreal Canadiens
- Montreal Maroons
- New York Americans
- Ottawa Hockey Club
- Toronto Maple Leafs

#### Spremembe od sezone 1933/34
- Klub Ottawa Hockey Club se je preselil v St. Louis, Missouri, in se preimenoval v St. Louis Eagles.

### 1934–1935
- Montreal Canadiens
- Montreal Maroons
- New York Americans
- St. Louis Eagles
- Toronto Maple Leafs

#### Spremembe od sezone 1934/35
- Klub St. Louis Eagles je razpadel zaradi finančnih težav.

### 1935–1938
- Montreal Canadiens
- Montreal Maroons
- New York Americans
- Toronto Maple Leafs

### Spremembe od sezone 1937/38
Liga se je skrčila v eno samo divizijo in spremenila strukturo lige po koncu sezone 1937/38.

## Prvaki Kanadske divizije
- 1927 - Ottawa Hockey Club
- 1928 - Montreal Canadiens
- 1929 - Montreal Canadiens
- 1930 - Montreal Maroons
- 1931 - Montreal Canadiens
- 1932 - Montreal Canadiens
- 1933 - Toronto Maple Leafs
- 1934 - Toronto Maple Leafs
- 1935 - Toronto Maple Leafs
- 1936 - Montreal Maroons
- 1937 - Montreal Canadiens
- 1938 - Toronto Maple Leafs

## Zmagovalci Stanleyjevega pokala
- 1927 - Ottawa Hockey Club
- 1930 - Montreal Canadiens
- 1931 - Montreal Canadiens
- 1932 - Toronto Maple Leafs
- 1935 - Montreal Maroons